# 東新城駅
東新城駅（ひがししんじょうえき）は、宮城県気仙沼市川原崎にある、東日本旅客鉄道（JR東日本）気仙沼線BRT（バス高速輸送システム）のバス停留所である。

## 歴史
東日本大震災で被災した気仙沼線柳津駅 - 気仙沼駅間をBRTとして本復旧することが2016年3月に決まった後、気仙沼市は2016年7月、大船渡線BRTも含めて9件の新駅設置の申し入れを行った。当駅はその1つとして挙げられたものである。
路線バスとの競合が課題となっていたが、すべて市が委託している路線であり、民間事業者への影響はないと結論付けられ、2020年6月、気仙沼市地域公共交通会議で設置要望が承認された。

### 年表
- 2016年（平成28年）7月：気仙沼市よりJR東日本へ、当駅を含む9駅の新設について申し入れを行う[2]。
- 2020年（令和2年）6月3日：令和2年度第1回気仙沼市地域公共交通会議において、当駅の設置要望が議題となり、原案通り承認される[2][3]。設置予定は令和4年春ごろとされた。
- 2021年（令和3年）6月25日：JR東日本より当駅の新設が発表される[4][5][6]。
- 2022年（令和4年）3月12日：開業[7][8]。

## 駅構造
線路を撤去して整備した専用道上に駅が設けられている。
待合室やトイレはなく、乗降場へ続く通路部分に上屋とベンチ、バスロケーションシステムモニターが整備されている。

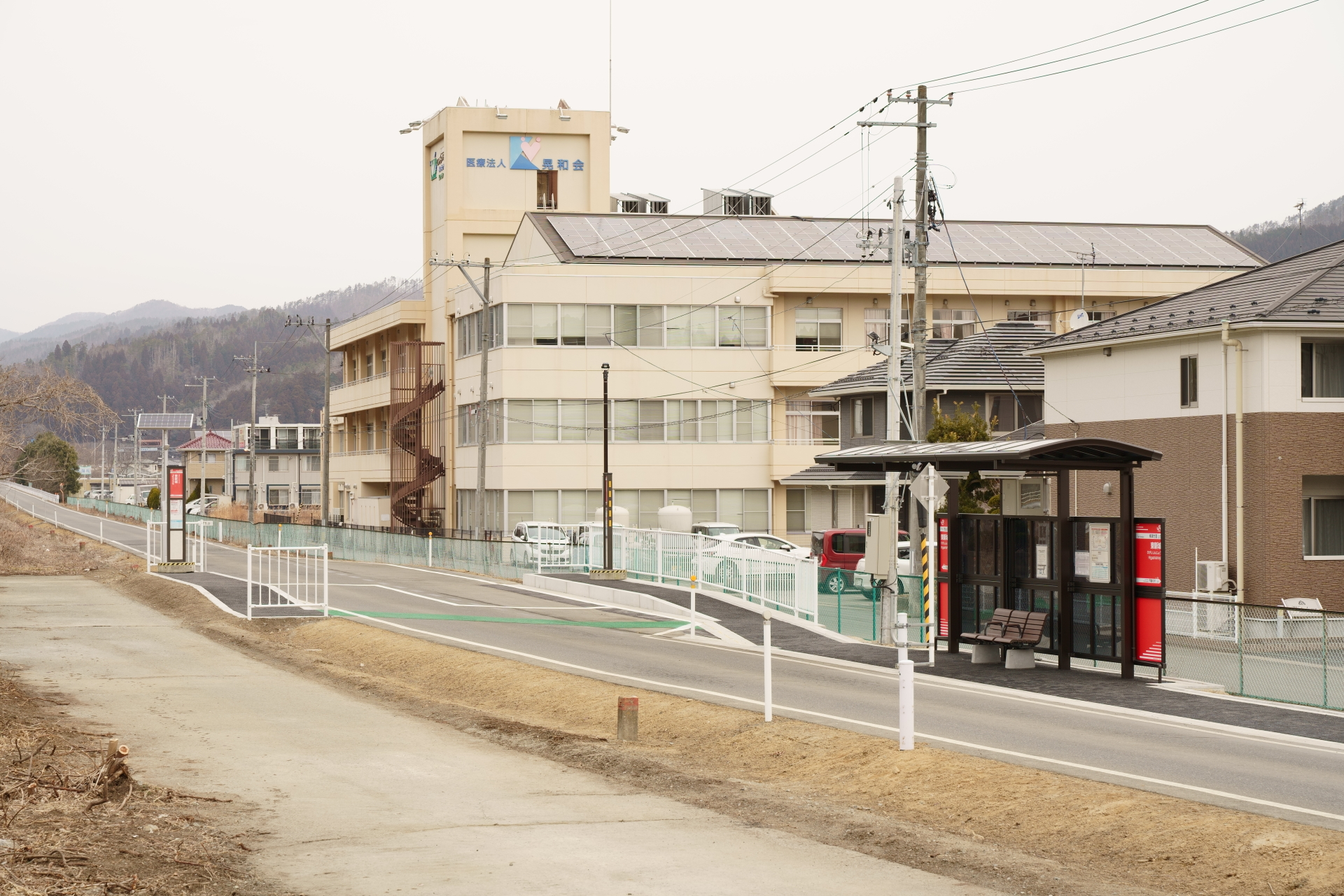
駅全景。左奥が気仙沼駅方（2022年3月）

## 利用状況
JR東日本によると、2023年度（令和5年度）の1日平均乗車人員は34人である。
開業後の推移は以下のとおりである。
| 乗車人員推移       | 乗車人員推移     | 乗車人員推移   |
| 年度               | 1日平均 乗車人員 | 出典           |
| ------------------ | ---------------- | -------------- |
| 2021年（令和03年） | 18               | [ 利用客数 2 ] |
| 2022年（令和04年） | 21               | [ 利用客数 3 ] |
| 2023年（令和05年） | 34               | [ 利用客数 1 ] |

## 駅周辺
人口が集中する気仙沼市の東新城地区にあり、付近に医療機関や商店があることから、通院や買い物での需要を見込まれている。
- 国道45号（気仙沼バイパス）
- 気仙沼信用金庫東新城支店

## 隣の停留所
東日本旅客鉄道（JR東日本）
■気仙沼線BRT
不動の沢駅 - 東新城駅 - 気仙沼駅

### 記事本文
1. ↑  「震災で一部不通の気仙沼線、復旧を正式に断念…BRTを継続運行へ」『レスポンス』イード、2016年3月18日。2022年2月27日閲覧。
2. 1 2 3 4 5  「BRT新駅の設置要望に係る合意について (PDF)」気仙沼市、2020年6月3日。2022年2月27日閲覧。
3. ↑  「地域公共交通会議の開催状況 令和2年度」気仙沼市、2021年2月9日。2022年2月27日閲覧。
4. ↑  「気仙沼線BRT新駅の設置について (PDF)」（プレスリリース）、東日本旅客鉄道盛岡支社／東日本旅客鉄道東北工事事務所、2021年6月25日。2021年6月25日閲覧。
5. ↑  「気仙沼にBRT3駅 JR東、来春新設」『河北新報』2021年6月26日。2022年2月27日閲覧。
6. ↑  「BRT新駅 気仙沼に来春3カ所新設」『朝日新聞』2021年6月30日。2022年2月27日閲覧。
7. ↑  「気仙沼線BRT・大船渡線BRTのダイヤ改正について (PDF)」（プレスリリース）、東日本旅客鉄道盛岡支社／東日本旅客鉄道仙台支社、2022年1月26日。2022年2月27日閲覧。
8. ↑  「BRT三つの新駅 3月12日に供用」『三陸新報』2022年1月28日。オリジナルの2022年1月28日時点におけるアーカイブ。2022年2月27日閲覧。
9. ↑  「気仙沼、大船渡線 BRTの3新駅が12日供用へ」『三陸新報』2022年3月1日。オリジナルの2022年3月1日時点におけるアーカイブ。2022年3月3日閲覧。

### 利用状況
1. 1 2  「BRT駅別乗車人員（2023年度） | 企業サイト：JR東日本」東日本旅客鉄道。2025年7月30日閲覧。
2. ↑  「BRT駅別乗車人員（2021年度） | 企業サイト：JR東日本」東日本旅客鉄道。2025年7月30日閲覧。
3. ↑  「BRT駅別乗車人員（2022年度） | 企業サイト：JR東日本」東日本旅客鉄道。2025年7月30日閲覧。